# Route nationale 977 (Belgique)
Pour les articles homonymes, voir Route nationale 977.
La route nationale 977 est une route nationale de Belgique de 27,9 kilomètres qui relie Biesme à Agimont via Corenne

## Description du tracé

### Communes sur le parcours
- Région wallonne
  -  Province de Namur
    - Biesme (Mettet)
    - Oret (Mettet)
    - Stave (Mettet)
    - Corenne (Florennes)
    - Rosée (Florennes)
    - Gochenée
    - Agimont (Hastière)